# 莱恩·埃尔莫尔
伦纳德·J·埃尔莫尔（英語：Leonard J. Elmore，1952年3月28日—），美国NBA联盟前职业篮球运动员。他在1974年的NBA选秀中第1轮第13顺位被华盛顿子弹选中。